# Pseudochirulus schlegeli
Pseudochirulus schlegeli är en pungdjursart som först beskrevs av Fredericus Anna Jentink 1884. Pseudochirulus schlegeli ingår i släktet Pseudochirulus och familjen ringsvanspungråttor. IUCN kategoriserar arten globalt som sårbar. Inga underarter finns listade.
Artepitetet i det vetenskapliga namnet hedrar den tyska zoologen Hermann Schlegel.
Pungdjuret förekommer på Fågelhuvudhalvön i västra Nya Guinea. Arten vistas där i bergstrakter som är 750 till 1 900 meter höga. Regionen är främst täckt av skog.